# Horn (seglingsterm)
- • 1. – Pikhorn
- • 2. – Fallhorn/Klohorn
- • 3. – Halshorn
- • 4. – Skothorn

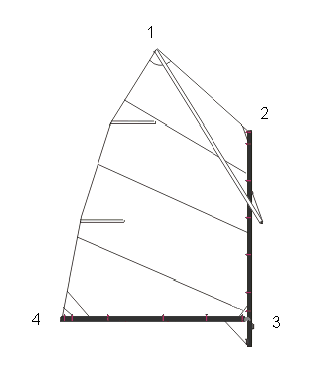
De olika hornen på ett segel.

Horn är ett segels hörn. De olika hornen har fått namn efter vad som är infäst i dem:

## Snedsegel
- fallhorn – övre främre hörn av stagsegel, bermudasegel, sprisegel, etc, där fallet fastsättes
- halshorn – nedre främre hörn som fästs med hals
- klohorn – övre främre hörn av gaffelsegel, då denna utgår från gaffelstångens "klo"
- pikhorn – övre aktra hörn av gaffelsegel, loggertsegel, sprisegel, etc, som spänns ut av en rundhults "pik"
- skothorn – nedre aktra hörn som utgick från skotet på äldre riggtyper

## Råsegel
- halshorn – nedre hörn hos undersegel[a] som vid brassningen kommer i lovart
- lovartshorn – nedre hörn som vid brassningen kommer i lovart
- lähorn – nedre hörn som vid brassningen kommer i lä
- skothorn – nedersta hörnen, då dessa utgick från skotet på äldre riggtyper; alternativt det nedre hörn som vid brassningen kommer i lä

## Anmärkning
1. ↑  Segel nederst på mast, fäst vid underrå.[1]